# Stazione di Mantomi
La stazione di Mantomi (万富駅?, Mantomi-eki) è una stazione ferroviaria situata nel quartiere di Higashi-ku, a Okayama, nella prefettura omonima in Giappone. Si trova sulla linea principale Sanyō, ed è servita dai treni locali.

## Linee e servizi
JR West
■ Linea principale Sanyō

## Caratteristiche
La stazione è dotata di un marciapiede a isola centrale e uno laterale con tre binari in superficie. La stazione supporta la bigliettazione elettronica ICOCA.
| 1   | ■ Linea principale Sanyō |  | per Aioi, Himeji, Kōbe e Osaka        |
| 2-3 | ■ Linea principale Sanyō |  | per Okayama, Fukuyama, Niimi e Mihara |

## Stazioni adiacenti
| «                      | Servizio               | »                      |
| Linea principale Sanyō | Linea principale Sanyō | Linea principale Sanyō |
| ---------------------- | ---------------------- | ---------------------- |
| Kumayama               | -                      | Seto                   |